# Prits
Prits（プリッツ）は、桑谷夏子、望月久代、小林由美子、水樹奈々による声優ユニット。テレビアニメ『シスター♥プリンセス』から誕生した声優ユニットとして知られる。メンバーの仲の良さも有名であった。

## メンバー
- 桑谷夏子（くわたに なつこ、1978年8月8日 - ）
- 望月久代（もちづき ひさよ、1978年4月27日 - ）
- 小林由美子（こばやし ゆみこ、1979年6月18日 - ）
- 水樹奈々（みずき なな、1980年1月21日 - ）

## 経歴
Pritsは、「東京ゲームショウ2001秋」2日目（2001年10月13日開催）のメディアワークス主催イベント、ラジオ番組『シスター・プリンセス〜お兄ちゃんといっしょ』公開録音（パーソナリティ：桑谷夏子・望月久代、文化放送）にてユニットの結成が正式発表された。このステージイベントではユニット名である“Prits”の由来を、『シスター・プリンセス』の呼び名でもある「シスプリ」の“プリ”から名付けられたというエピソードがメンバーより紹介された。また、ステージイベントの最後に行われたミニライブでは、Pritsのメンバーにより『シスター・プリンセス』の楽曲のひとつである「乙女心は万華鏡 -kaleidoscope-」の特別バージョンが披露されている。Pritsはその後、2002年1月1日に3か月連続リリースの第1弾として発売されたマキシシングル『Sakura Revolution』でCDデビューを果たしている。
Pritsとしてのライブ活動は、2002年春に開催されたSTARCHILD FESTIVAL 2002 春が初めてである。なお、2002年のクリスマスに唯一のアルバム『cherry blossom』の発売を最後に活動は行われておらず、事実上の解散状態となっている。ただ、現在でも4人の仲はよく、小林の結婚式には全員出席して祝った。

2010年1月13日に水樹がリリースしたシングル『PHANTOM MINDS』のカップリング曲「Song Communication」で、バックグラウンドコーラスには桑谷、望月、小林が務めることとなり、久々のPrits再結集となった。
また、2010年3月14日に行われた水樹のライブ「NANA MIZUKI LIVE ACADEMY 2010」神奈川公演（横浜アリーナ2daysの両日のアンコールにて、「Song Communication」の途中に桑谷、望月、小林3人がサプライズゲストとして登場、コーラス参加し、続いて4人でPritsとして「Sakura Revolution」を歌唱した。
2018年9月24日にはKING SUPER LIVE 2018東京公演に出演した。4人揃っての歌唱は約8年ぶりとなる。
2019年9月より始まった『シスプリ』のVTuberプロジェクトにより、Pritsの4人が演じたキャラクターがVTuber化。2021年2月および9月に開催されたオンラインライブにおいて、キャラクターによってPritsの曲が歌唱された。
2022年12月25日、過去にリリースしたシングル3枚およびアルバム1枚が、各種サブスクリプションサービスにて配信開始された。この日は、配信対象の一つであるアルバム『cherry blossom』発売からちょうど20年となる。

## エピソード
- ラジオ番組『シスター・プリンセス〜お兄ちゃんといっしょ』内のミニ番組、『Pritsのミニプリ』においてメンバーの役割を次のように述べている。小林は「班長」、桑谷は「副班長」、水樹は「書記」、望月は「会計」。また、Pritsのリーダーは小林としている。
- Pritsの妹分として、声優の伊藤靖子、長谷川静香、又吉愛による「Puppy's」（パピーズ）が結成されている。
- 声優情報誌『hm3 SPECIAL』（音楽専科社刊）の創刊号で表紙を飾っている。
- 「STARCHILD FESTIVAL 2002 春」では、ユニット活動の感想を次のように述べている。桑谷「エクセレントです」、水樹「エレガントです」、小林「スイートです」、望月「ビューティフルです」。
- 文化放送のラジオ番組『電撃G's Radio』の音楽作品、『電撃G's Radio コンピレーションミニアルバム「Gラジ音楽部』にPritsの楽曲が収録されている。
- テレビ番組『アニメ声優でおめでとう』の企画として「お正月と言えば」という題目で次のように書き初めを行っている。小林“衤畐袋”（福の字の部首をころもへんに書き間違える）、桑谷“ビーフストロガノフ”、水樹“かずのこ”、望月“お年玉下さい♥”。
- ファーストシングル『Sakura Revolution』は、文化放送のラジオ番組『SOMETHING DREAMS マルチメディアカウントダウン』で2週連続の第1位を記録した。
- シングルCDのジャケットは、同じ日に3枚分すべて撮影された。

## ディスコグラフィ

### シングル
| 枚  | 発売日       | タイトル          | 規格品番  | オリコン 最高位 |
| --- | ------------ | ----------------- | --------- | --------------- |
| 1st | 2002年1月1日 | Sakura Revolution | KICM-3019 | 54位            |
| 2nd | 2002年2月1日 | 告白“決めてよ!”   | KICM-3023 | 47位            |
| 3rd | 2002年3月1日 | Private Emotion   | KICM-3026 | 37位            |

### アルバム
| 枚  | 発売日         | タイトル       | 規格品番 | オリコン 最高位 |
| --- | -------------- | -------------- | -------- | --------------- |
| 1st | 2002年12月25日 | cherry blossom | KICA-589 | 80位            |

### その他の楽曲
| 発売日        | 商品名        | 歌                                                          | 楽曲                           | 備考                            |
| ------------- | ------------- | ----------------------------------------------------------- | ------------------------------ | ------------------------------- |
| 2004年1月21日 | Gラジ音楽部   | Prits                                                       | 「Sakura Revolution<G's MIX>」 |                                 |
| 2010年1月13日 | PHANTOM MINDS | 水樹奈々、桑谷夏子×望月久代×小林由美子（3人はコーラス参加） | 「Song Communication」         | 水樹奈々の21枚目のシングルC/W曲 |

### ライブ参加映像作品
| 発売日        | 商品名               | 楽曲                                      |
| ------------- | -------------------- | ----------------------------------------- |
| 2019年3月13日 | KING SUPER LIVE 2018 | 「Sakura Revolution」 「Private Emotion」 |

## 出演

### ラジオ
- シスター・プリンセス〜お兄ちゃんといっしょ内ミニ番組「Pritsのミニプリ」（文化放送他）
- 電撃G'sラジオ「Pritsのクリスマススペシャル」（2002年12月22日放送、文化放送）

### テレビ
- アニメ声優でおめでとう（2002年1月3日放送、テレビ東京）

### ライブイベント
| 公演日        | 形態       | タイトル                   | 会場                    |
| ------------- | ---------- | -------------------------- | ----------------------- |
| 2002年3月31日 | ゲスト出演 | STARCHILD FESTIVAL 2002 春 | 全1公演：パシフィコ横浜 |
| 2018年9月24日 | ゲスト出演 | KING SUPER LIVE 2018       | 全1公演：東京ドーム     |

## 書籍・雑誌
- hm3（vol.23 / 音楽専科社）
- hm3 SPECIAL（vol.1、vol.5 / 音楽専科社）
- VOiCE ANIMAGE（vol.40 / 徳間書店）
- VOICE NEWTYPE（vol.3 / 角川書店）
- 声優グランプリ（2002年2月、3月、4月号 / 主婦の友社）